# 比谢尔
比谢尔（法語：Buchères，法語發音：[byʃɛʁ]）是法国奥布省的一个市镇，位于该省中南部，属于特鲁瓦区和特鲁瓦香槟都会城市圈公共社区，其市镇面积为7.14平方公里，2022年1月1日时人口数量为1,959人。
比谢尔是特鲁瓦香槟都会城市圈公共社区的组成部分，位于特鲁瓦市区以南7公里。

## 行政
比谢尔的邮政编码为10800，INSEE市镇编码为10067。

## 地理

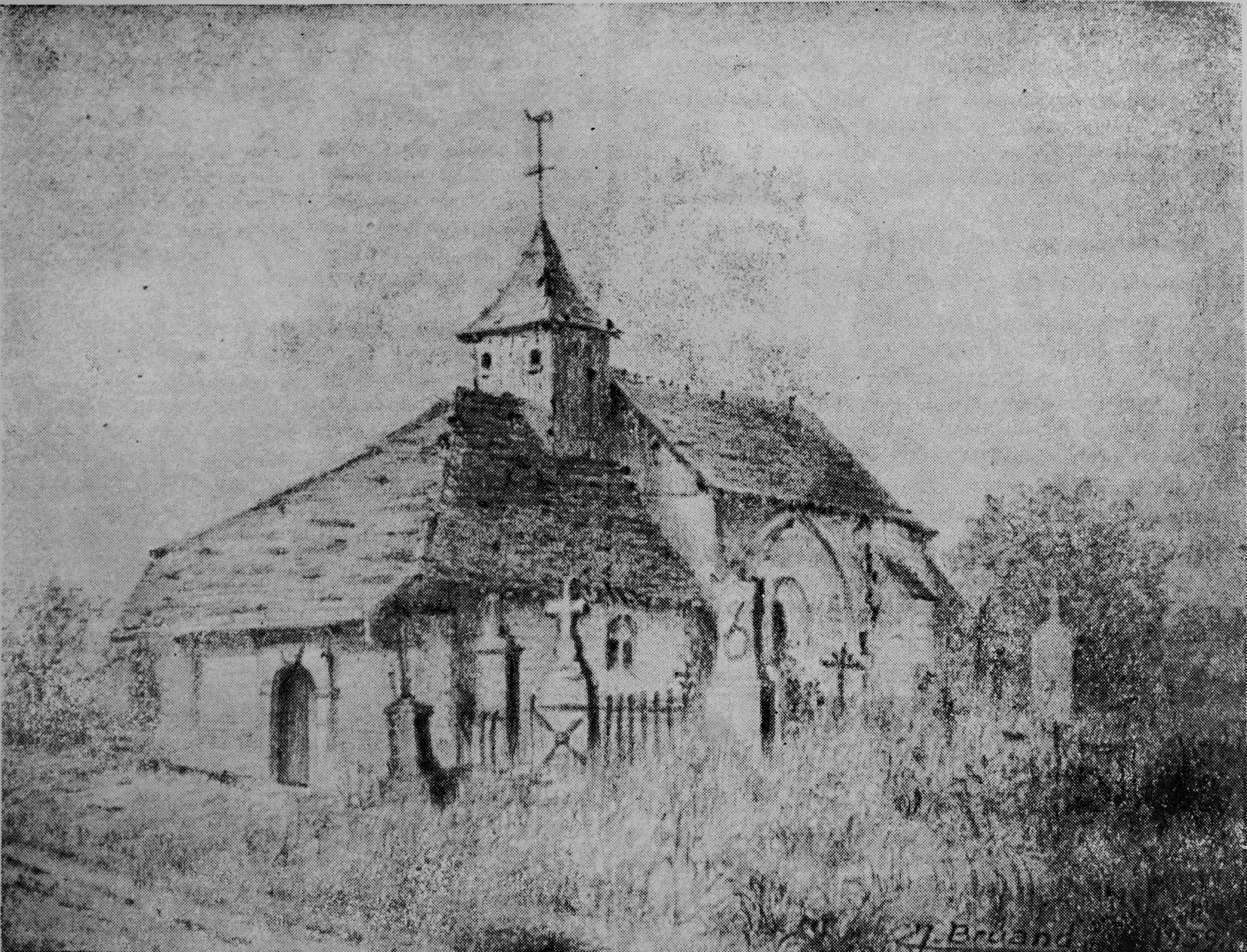
比谢尔小教堂（19世纪）

比谢尔（48°14'11"N, 4°6'41"E）位于法国中北部偏东，大东部大区西南部和奥布省中部偏南。
与比谢尔接壤的市镇包括：布雷维扬德、穆塞、特鲁瓦附近圣莱热、圣蒂博、韦里耶尔。
比谢尔位于塞纳河干流左岸，境内地势平坦，全境海滨在111至133米之间。
按照柯本气候分类法，比谢尔属于温带海洋性气候，全年温差较小，降水分布均匀。

## 历史
比谢尔境内曾出土新石器时期的文物，此后长期为普通村落。1944年8月，法国内政军曾对此地的纳粹部队进行了大规模的绞杀。

## 交通
奥布省省道D444线和D671线经过比谢尔境内。

## 政治
现任比谢尔市长为菲利普·甘达尔先生（Philippe Gundall）。

## 人口
| 年份   | 1936 | 1946 | 1954 | 1962 | 1968 | 1975  | 1982  | 1990  | 1999  | 2005  | 2010  | 2015  | 2018  |
| ------ | ---- | ---- | ---- | ---- | ---- | ----- | ----- | ----- | ----- | ----- | ----- | ----- | ----- |
| 人口數 | 514  | 483  | 531  | 602  | 727  | 1,072 | 1,314 | 1,328 | 1,345 | 1,394 | 1,395 | 1,581 | 1,764 |